# 奥入瀬川
奥入瀬川（おいらせがわ）は、青森県を流れ太平洋に注ぐ二級河川。流域面積は約819.9km2、流路延長70.7km。奥入瀬川水系の本流である。旧称は「相坂川」（あいさかがわ、おうさかがわ）。

## 地理
青森県十和田市の秋田県との境界に位置する十和田湖に源を発する。十和田湖の唯一の流出河川で、湖の東岸の子ノ口（ねのくち）から北東に流れ、十和田市焼山で東に向きを変える。十和田市市街地の南側を流れ、上北郡おいらせ町と八戸市の境界で太平洋に注ぐ。
十和田湖からの水量は子ノ口制水門の放流量で調節されている。上流部の奥入瀬渓流は森に囲まれた景勝地として知られており、1942年3月29日に国の特別名勝及び天然記念物に指定された。
稲生川（いなおいがわ）は、十和田市法量で分岐する人工河川で、新渡戸稲造の祖父にあたる新渡戸傳が、三本木原開拓のため建設した水路である。

## 歴史
- 1792年（寛政4年）12月28日 - 地震により川に面した山腹が崩壊、天然ダムが形成された。湖は上流10里に及び、決壊を恐れた追良瀬村の住民は広戸村へ避難した。郡奉行が検分の後、人夫を出してダムを掘削、排水した[2]。

## 流域の自治体
青森県
十和田市、上北郡六戸町、おいらせ町、八戸市

## 支流
括弧内は流域の自治体
- 後藤川（十和田市、三戸郡五戸町、新郷村）
- 犬落瀬川
- 熊ノ沢川
- 生内川
- 蔦川（蔦温泉方面）
- ほか、奥入瀬渓流の川

## 並行する交通

### 道路
- 国道102号（上流部、通称「瀑布街道」）
- 国道45号（下流部）

## 主な橋梁
- （百石水管橋）
- 開運橋 - 県道19号線
- 幸運橋 - 国道45号線
- 第二奥入瀬川橋 - 県道8号線
- 奥入瀬川橋 - 百石道路
- 開明橋
- （下田水管橋）
- 下田橋 - 県道140号線
- 奥入瀬川橋梁 - 青い森鉄道
- 幸橋
- 神明橋
- （東北新幹線）
- 赤田橋
- 盛運橋
- 睦橋 - 県道20号線
- 長栄橋
- 共栄橋 - 県道212号線
- 六日町新橋
- 相坂大橋 - 国道4号線
- 御幸橋 - 県道145号線 奥州街道(陸羽街道)
- 切田橋 - 県道45号線
- 昭和新橋
- 広瀬橋 - 国道102号線
- 川口橋 - 県道40号線
- 大堀橋
- 法量橋
- 上法量橋 - 国道102号線
- 奥入瀬西大橋
- 百目木橋
- 立石橋
- 奥入瀬橋
- 桂月橋
- 十和田橋 - 国道102号線
- 奥入瀬橋 - 国道102号線
- 馬門橋 - 国道102号線
- 裸渡橋 - 国道102号線
- 百島橋 - 国道102号線
- 子ノ口橋 - 国道102号線